# Televisão por satélite

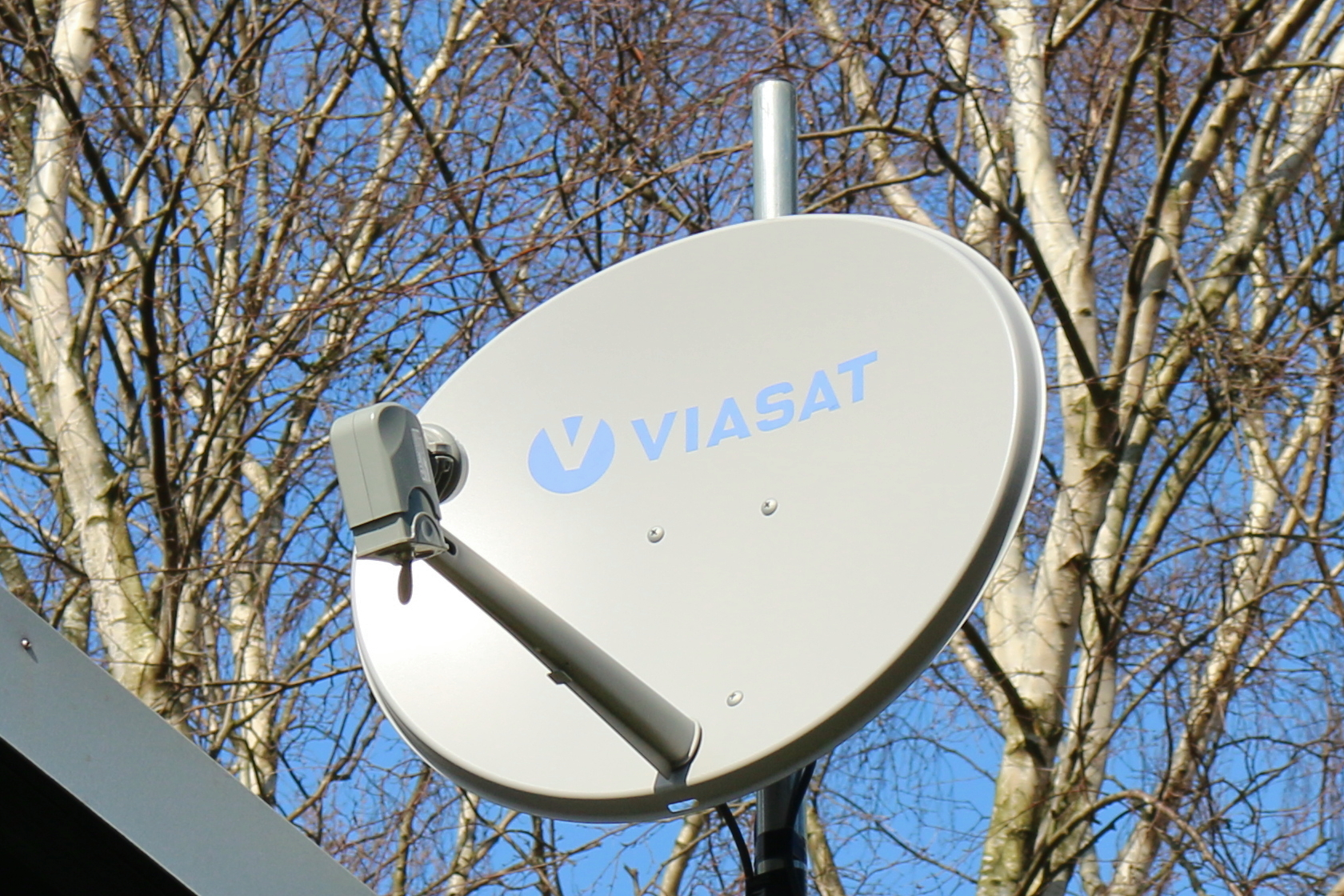
Uma antena parabólica para captação de televisão por satélite da empresa estadunidense ViaSat (em sinal aberto).

Televisão por satélite, televisão via satélite ou televisão satelital é o conjunto dos canais de televisão que são transmitidos de um determinado ponto da Terra para os satélites de comunicações e depois retransmitidos por estes e captados pelas antenas parabólicas, juntamente com um receptor de satélite que sob a forma de uma set-top box externa ou um módulo sintonizador de satélite embutido a um aparelho de TV. Em muitas áreas do mundo as operadoras de televisão por satélite oferecem uma grande variedade de canais e serviços, muitas vezes em áreas que não são servidas por provedores terrestres ou por cabo. Existem canais que são criptografados e que carecem de um descodificador para poderem ser vistos nos televisores, seja de forma gratuita (“free-to-view” ou FTV) ou paga (televisão por assinatura), e outros que são emitidos gratuitamente em sinal aberto (“free-to-air” ou FTA).
Existem três tipos de televisão por satélite: recepção direta pelo telespectador (“direct-to-home” ou DTH), para redistribuição por cabo (para distribuição posterior dela) e serviços entre afiliadas de televisão local. Na Europa, os satélites mais usados são o Hot Bird 13B, Hot Bird 13C, ambos da rede de satélites Eutelsat.
A transmissão é feita por sinal analógico ou por sinal digital. A televisão por satélite analógica está sendo substituída pela televisão via satélite digital e esta última já está disponível em uma melhor qualidade conhecida como televisão de alta definição (HD).

## História
O sinal de televisão via satélite foi retransmitida primeiro na Europa pelo satélite Telstar para a América do Norte em 1962. O primeiro satélite de comunicação geosynchronous, Syncom 2, foi lançado em 1963. O primeiro satélite de comunicação comercial, chamado de Intelsat I (apelidado Early Bird), foi lançado em órbita síncrona em 06 de abril de 1965. A primeira rede nacional de televisão por satélite, chamado Orbita, foi criado na União Soviética em 1967, e foi baseado no princípio de usar o altamente elíptica Molniya satélite para re-emissão e entrega do sinal de TV para as estações terrestres downlink. O primeiro satélite comercial norte-americano para levar a televisão o sinal era geoestacionários do Canadá Anik 1, que foi lançado em 1972. O primeiro satélite a fazer uma experiências educacional e DTH foi ATS-6, lançado em 1974. O primeiro satélite geoestacionário Soviético para levar a transmissão direct-to-home, era chamado Ekran, e foi lançado em 1976.

## Funcionamento

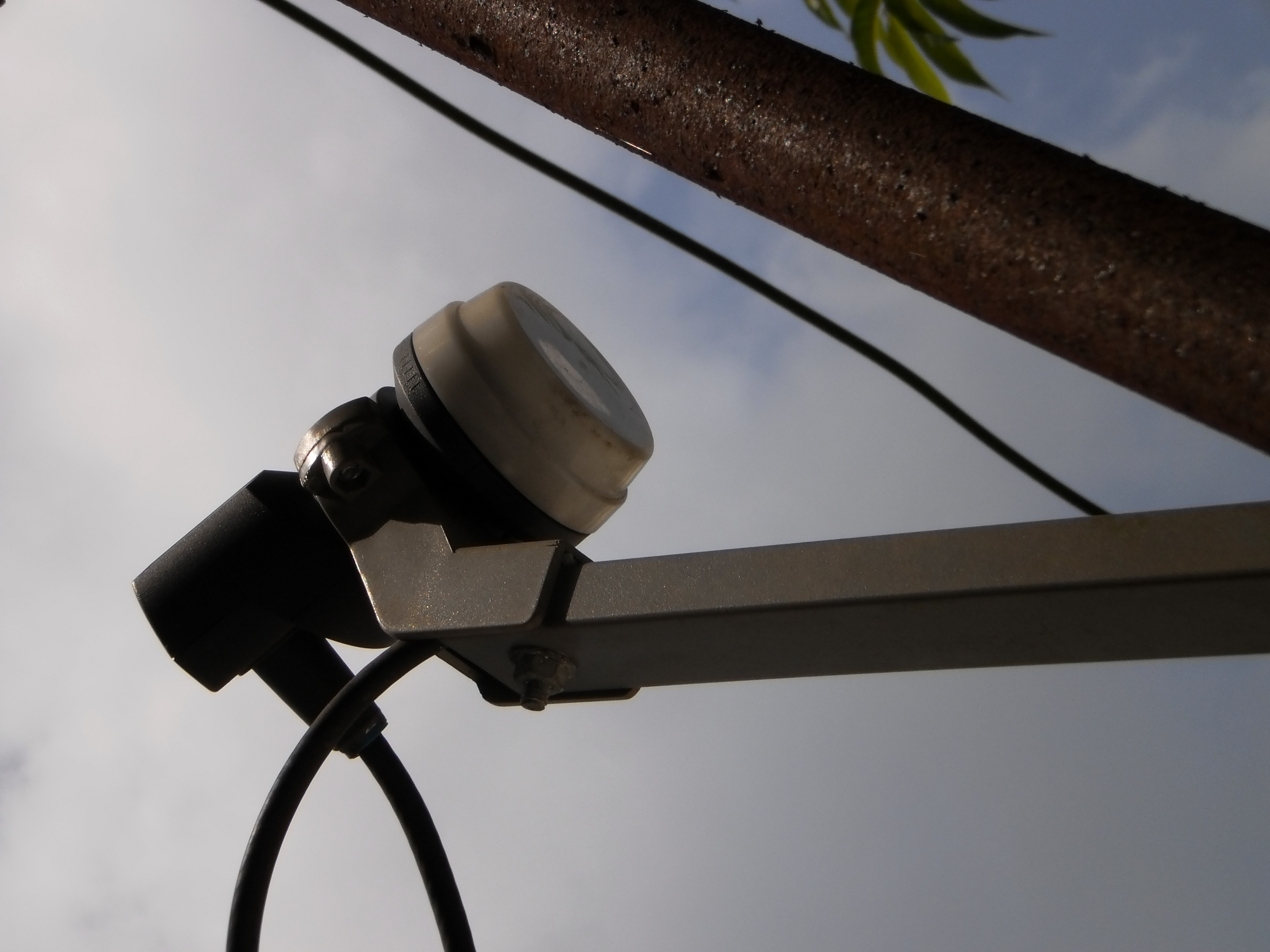
Detalhe de um LNB (low-noise block converter).

Satélites utilizados para sinais de televisão estão localizados em órbita geoestacionária a 35 786 km acima da Linha do Equador. Porque a órbita da Terra com a mesma velocidade e direção que essa turnê, a sensação de que eles não estão se movendo. A importância deste é vital, uma vez que é possível a utilização de um transmissor ou um dispositivo receptor sem a necessidade de reposicionar o satélite como ele se move. Tenha em mente que o número de satélites em órbita geoestacionária pode ser limitado, como é necessário para evitar possíveis interferências que possam surgir entre eles. Isto é, se considerarmos que os satélites que operam em Banda C devem ser separados 2° entre eles, vemos que o número máximo de satélites que temos é de 360/2=180. Com relação à Banda Ku, a separação é menor (1°), para que possamos ter até 360/1=360.
A transmissão via satélite começa no momento em que o transmissor envia o sinal, modulada em uma freqüência previamente específicas para um satélite de comunicações. Para realizar esta questão é necessário o uso de antenas parabólicas 9-12 metros de diâmetro. O uso das dimensões da antena de alto permite maior precisão na segmentação do satélite, facilitando a recepção do sinal com uma alta potência suficiente.

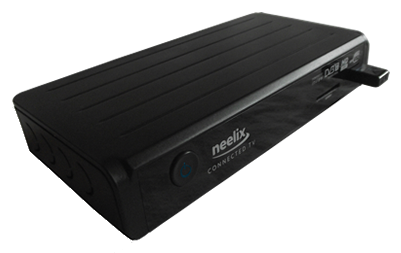
Um set-top-box de televisão por satélite.

O satélite recebe o sinal através de um dos seus transponders, sintonizado na freqüência usada pela emissora. Em geral, um satélite disponibiliza até 32 transponders para a Banda Ku e até 24 para a Banda C. A Largura de banda dos transponders é geralmente entre 27-50 MHz.
Em seguida, os satélites retransmite o o sinal em volta da Terra, mas, neste caso, usando uma frequência diferente, geralmente em Bandas C ou Ku, a fim de evitar interferência com o sinal do transmissor. Este sinal, é bastante debilitado devido ao grande número de quilômetros que deve percorrer para chegar ao destino, é capturado por uma antena parabólica instalada pelo usuário final. O sinal, muito fraco, é refletido e concentrado no ponto focal da antena, onde está o feedhorn. Ele é responsável por receber o sinal e trazê-lo para o LNB para posterior conversão e amplificação. No caso particular de antenas parabólicas para satélites de transmissão direta realmente ter um LNBF, que integra o feedhorn e o LNB em uma única peça.
Finalmente, o receptor de satélite demodula e converte o sinal para o formato desejado. Em casos como o do sinal PPV criptografado é recebido, para que o receptor também tem um decodificador embutido para visualizar o conteúdo corretamente recebido.

## Na América Latina
Na América Latina a televisão por satélite era popular apenas em alguns países, devido aos altos preços das empresas que a forneciam. O progresso tecnológico, a queda dos preços e a concorrência dos serviços de vídeo sob demanda fizeram com que ela se tornasse mais popular com o tempo.
Os serviços mais populares são o SKY que tem cerca de 3,8 milhões de assinantes no México, 5,5 milhões de assinantes no Brasil, além de assinantes na América Central e Caribe.
A DirecTV oferece o mesmo serviço para a América do Sul com um total de 1,5 milhões de assinantes. No entanto, este tipo de serviço para pagar não é muito popular na América Latina devido aos maiores preços de assinatura, no entanto, DirecTV Chile é muito popular naquele país. No Paraguai, a empresa já está licenciada, mas ainda não é operacional. Na Venezuela, é a segunda operadora de televisão por, com aceitação muito alto neste país têm uma preferência para a televisão por cabo com uma penetração muito elevada.
Existem também outros serviços como Dish no México, Movistar TV na Colômbia, Venezuela, Chile, Peru e Brasil (como Vivo TV), e Claro TV no Chile, Peru, El Salvador e agora também em HD TuVes Paraguai, Chile, Bolívia, Peru e Paraguai.
Por fim, há a modalidade de TV por satélite chamada “Free to air” ou FTA, em que os canais de TV aberta (não criptografados) são recebidos via satélite. Essa modalidade é muito popular nos Estados Unidos, no Brasil, no Uruguai, na Europa, no Oriente Médio e no Norte da África, regiões em que está estabelecida há muitos anos e onde há centenas ou até milhares de canais FTA, vários deles projetados para recepção direta em casa e outros que são sinais para ligações entre estações de TV.
A maioria desses canais “FTA” nessa região (especialmente no Paraguai, Uruguai, Brasil e Argentina) não se destina à recepção direta pelo telespectador, mas são, na verdade, ligações técnicas entre estações de TV e seus repetidores, e há também alguns sinais de cabo que são abertos. Qualquer um desses canais pode ser codificado a qualquer momento, embora sempre haja canais FTA para assistir, pois enquanto alguns podem ser codificados, outros podem ser abertos ou novos canais podem surgir. Por outro lado, os preços relativamente “baixos” da TV a cabo tornaram a TV a cabo mais difundida na preferência dos telespectadores. Uma exceção notável a isso é o Brasil, onde há algumas décadas a TV FTA é muito popular, com dezenas ou até centenas de canais em português, e é comum ver antenas parabólicas de banda C nos telhados das casas. Essa modalidade de TV por satélite é conhecida nas Américas como “television receive-only” ou TVRO.
Uma outra modalidade de TV por satélite é chamada “free-to-view” ou FTV, um termo usado para transmissões audiovisuais que são fornecidas gratuitamente sem nenhuma forma de assinatura contínua. Ela difere do “free-to-air” ou FTA pelo fato de o programa ser criptografado. No Brasil, os serviços que usam essa modalidade são o sistema SAT HD Regional (antigo TV Digital Rural ou TVDR) operado pela TV Globo e pela Embratel no satélite Star One D2, o sistema Nova Parabólica operado pela Sky Brasil no satélite Sky Brasil-1, e os serviços extintos Oi TV Livre e Sky Livre. Na Argentina a televisão digital terrestre é espelhada no satélite ARSAT-1, operado pela ARSAT. Alguns desses canais são criptografados com Irdeto e só podem ser sintonizados com um receptor oficial da TDA satelital da Argentina. No Chile existe o serviço operado pela Ríos y Compañía SpA., o MagicTV.